# Morgane Sézalory
Morgane Sézalory, née le 10 mai 1985 en République démocratique du Congo, est une entrepreneuse française et la fondatrice de la marque Sézane.

## Biographie

### Enfance et formation
Morgane Sézalory naît le 10 mai 1985 dans l’actuelle République Démocratique du Congo où elle vit jusqu’à ses cinq ans,. Sa famille retourne en France au début des années 90 et s’installe à La Garenne-Colombes.
En 2002, elle obtient un Baccalauréat littéraire en candidat libre. Elle ne fait pas d'études supérieures.

### Carrière professionnelle
En 2003, elle commence sa carrière en vendant sur eBay des vêtements vintage qu’elle personnalise,. Puis, en 2008, elle crée "Les Composantes", une boutique en ligne sur laquelle elle propose des capsules de pièces vintage. 
Elle lance Sézane en 2013, une marque française en ligne de prêt-à-porter, maroquinerie, chaussures, et accessoires,. Deux ans plus tard, en 2016, elle crée la marque pour homme "Octobre Editions".
En 2018, elle lance "DEMAIN", un programme solidaire en faveur de l’égalité des chances et qui soutient notamment l'association La Voix de l'enfant.
Pour les 10 ans de Sézane, en mai 2023, elle relance sa marque "Les Composantes" qui offre une sélection d'objets de décoration d’intérieur et de mobilier vintage.